# El Cercadillo
El Cercadillo är en ort i Mexiko.   Den ligger i kommunen Bejucal de Ocampo och delstaten Chiapas, i den sydöstra delen av landet, 900 km sydost om huvudstaden Mexico City. El Cercadillo ligger 983 meter över havet och antalet invånare är 285.
Terrängen runt El Cercadillo är bergig åt sydost, men åt nordväst är den kuperad. El Cercadillo ligger nere i en dal som går i nord-sydlig riktning. Runt El Cercadillo är det ganska tätbefolkat, med 108 invånare per kvadratkilometer. Närmaste större samhälle är Motozintla de Mendoza, 17,4 km sydväst om El Cercadillo. I omgivningarna runt El Cercadillo växer huvudsakligen savannskog.